# Saint-Germain-de-Modéon
Saint-Germain-de-Modéon är en kommun i departementet Côte-d'Or i regionen Bourgogne-Franche-Comté i östra Frankrike. Kommunen ligger i kantonen Saulieu som tillhör arrondissementet Montbard. År 2022 hade Saint-Germain-de-Modéon 174 invånare.

## Befolkningsutveckling
Antalet invånare i kommunen Saint-Germain-de-Modéon
Referens:INSEE